# Елизабеттаун (Северна Каролина)
Елизабеттаун (енгл. Elizabethtown) град је у америчкој савезној држави Северна Каролина.

## Демографија
По попису из 2010. године број становника је 3.583, што је 115 (-3,1%) становника мање него 2000. године.
| Група             | 2000.         | 2010.         |
| Белци             | 1.744 (47,2%) | 1.528 (42,6%) |
| Афроамериканци    | 1.811 (49,0%) | 1.828 (51,0%) |
| Азијати           | 11 (0,3%)     | 25 (0,7%)     |
| Хиспаноамериканци | 94 (2,5%)     | 148 (4,1%)    |
| Укупно            | 3.698         | 3.583         |